# Vodocijevni kotao
Vodocijevni kotao je vrsta kotla kod kojeg voda cirkulira unutar cijevi, a oko cijevi struje dimni plinovi ili su pak cijevi izložene vatri. Vodocijevni kotao je kotao koji se danas upotrebljava kod većine zahtijevnijih parnih postrojenja, s većim tlakovima i sustavom pregrijane pare. Konstrukcija ovog tipa kotla je složenija od vatrocjevne, te se uglavnom ne upotrebljava za male veličine kotlova.

## Izvedba vodocijevnog kotla
Vodocijevni kotlovi mogu biti podijeljeni na više načina, koji izlaze iz njihove izvedbe.
Po broju komora (domova) dijelimo ih na:
jednodomne kotlove
dvodomne kotlove
višedomne kotlove
Po načinu strujanja vode u cijevima dijelimo ih na:
kotlove s prirodnom cirkulacijom
kotlove s prisilnom cirkulacijom ( s cirkulacijskom sisaljkom)
Po načinu grijanja i proizvodnje pare za korištenje dijelimo ih na :
kotlove s direktnim grijanjem
kotlove s posrednim grijanjem
Podjele koje su navedene za sve kotlove vrijede i kod vodocijevnih kotlova, tako das se dijele i po količini proizvedene pare, tlaku pare, vrsti pare, vrsti goriva...

## Neke izvedbe kotlova i princip rada
Na slici gore desno je prikazan dvodomni vodocijevni kotao s prirodnom cirkulacijom. Voda ulazi u donji dom u kojem se nalazi voda u tekućem stanju. Cijevi su također napunjene vodom i izložene su plamenu i toplini dimnih plinova. Unutar cijevi se voda zagrijava, isparava djelomično i počinje polagano se gibati prema gore. Voda i para ulaze u gornji dom gdje se para skuplja u gornjem dijelu doma, a voda se silaznim cijevima vraća u donji dom. Para iz gornjeg doma (mokra para) izlazi i ide u pregrijač pare, gdje se dodatno suši i zagrijava, te kao pregrijana para odlazi na potrošače.
Slika lijevo prikazuje drugu izvedbu vodocijevnog kotla, s jednim parnim domom i prirodnom cirkulacijom. U ložištu (crvene boje) izgara gorivo i zagrijava vodu u cijevima, te ona isparava. Voda i para se dižu prema gore i ulaze u vodeni dom gdje se para odvaja od vode i ide na potrošače. Drugom stranom, na silaznoj cijevi, voda popunjava cijevi u ložištu, ta se kružni proces odvija prirodnom cirkulacijom. Strujanje dimnih plinova u kotlu potpomažu pregrade koje usmjeravaju plinove( sive strelice pokazuju smjer strujanja dimnih plinova.
Na slici desno je prikazan kotao s tri doma i prirodnom cirkulavijom unutar sustava. Ovaj kotao se razlikuje od prethodnog i po tome što ima pregrijač pare, koji omogućava iskorištavanje pare veće temperatura. Ovaj se kotao sastoji od tri doma, dva vodna (11) i jednog parnog (7). Gorionici (3) izgaraju gorivo u ložištu koje je obloženo ekranskim cijevima (9) u kojima se zagrijava voda. Voda i para se uzdižu u parni dom gdje se para odvaja i odvodi cijevima (6) u sakupljač pare (4), a odatle u pregrijač pare (10) koji je smješten između ekranskih cijevi i silaznih cijevi iz parnog u vodene domove. Pregrijana para se dalje odvodi na potrošače (5). sustav se nadopunjuje napojnom vodom kroz cjevovod (8).
Na slici dolje desno je prikazan jednodomni vodocijevni kotao s prirodnom cirkulacijom. Napojna voda (1) ulazi u cijev zagrijača napojne vode koja se nalazi najdalje od ložišta, i gdje se zagrijava napojna voda prije ulaska u vodeni dom. Sisaljka (zelene boje na crzežu) siše vodu iz doma i prisilno je gura kroz sustav. Cijelo ložište (2) je obloženo snopom cijevi, gdje se voda grije. U sredini između snopova cijevi nalazi se pregrijač pare (ciklama boje) gdje se para dodatno pregrijava i zatim odlazi na potrošače (3) Dimni plinovi nakon predaje topline vodi izlaze iz kotla (4).

## Kotlovi s posrednim grijanjem
Kotlovi s posrednim grijanjem pare koja se upotrebljava su posebna izvedenica kotlova, a kao takvi se često upotrebljavaju u sustavima nuklearnih postrojenja, da bi se izbjegao dodir primarnog sustava koji je zatvoren sa sekundarnim sustavom u kojem nisu potrebni isti zahtjevi glede kvalitete vode, nepropusnosti, pristupa,... Na slici desno je prikazan jedan takav sustav kod kojeg pregrijana para koju je proizveo nuklearni reaktor zagrijava paru u sekundarnom krugu koja pokreće parnu turbinu i generator.